# Stoewer LEPKW
Il Leichter Einheits-Personenkraftwagen o Stoewer 40 era un veicolo fuoristrada ideato per le esigenze del rinato esercito tedesco, infatti venne costruito a far tempo dal 1936, per tentare di unificare il parco automezzi germanico. Faceva parte della famiglia di mezzi di trasporto standardizzati Einheits-PKW.
Era chiamato in tal nome per indicare un veicolo leggero da trasporto per personale e materiali leggeri e per tali ragioni adottava una numerazione che era compresa tra 1 e 10, ovvero quella dei veicoli leggeri per il personale.
La meccanica era basata su di una trasmissione integrale e un motore da 50 hp a benzina, quattro cilindri raffreddati ad acqua e lubrificazione a coppa secca.
Il telaio era di tipo convenzionale, con longheroni e traverse e sezione rettangolare. Esisteva una capote telata incernierata all'indietro. La struttura era complessivamente robusta e pesante, con una adeguata mobilità data da un cambio manuale, basato su cinque marce avanti e una indietro.
Questo automezzo, prodotto in quantità, anche su licenza da altre case automobilistiche come BMW (BMW 325) e Hanomag, venne impiegato in tutti i fronti e rappresentò un buon modello di veicolo leggero fuoristrada, un classico dell'iconografia delle forze armate germaniche durante l'ultimo conflitto mondiale.